# Alfred Solvay

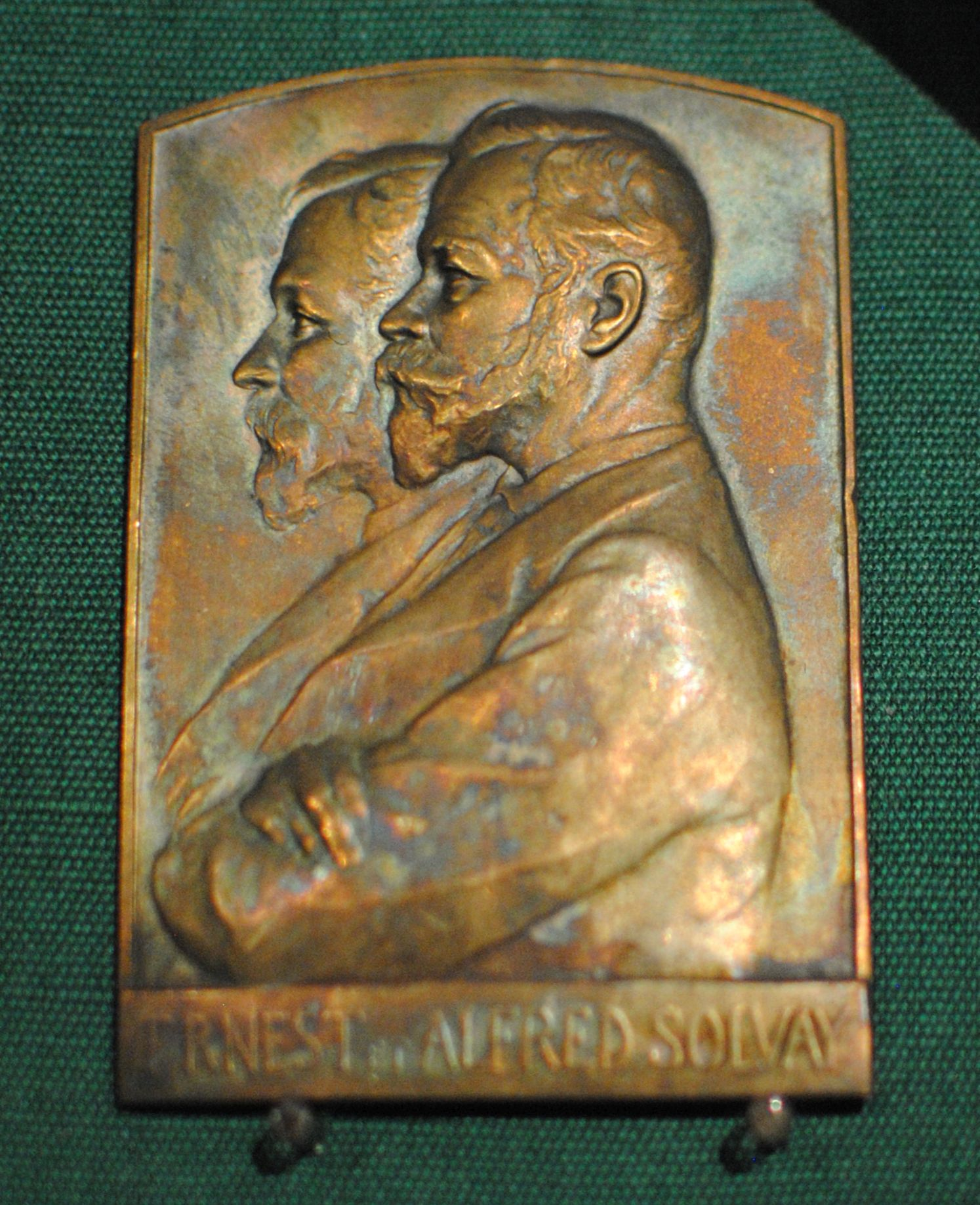
De twee broers op een herdenkingsplaat

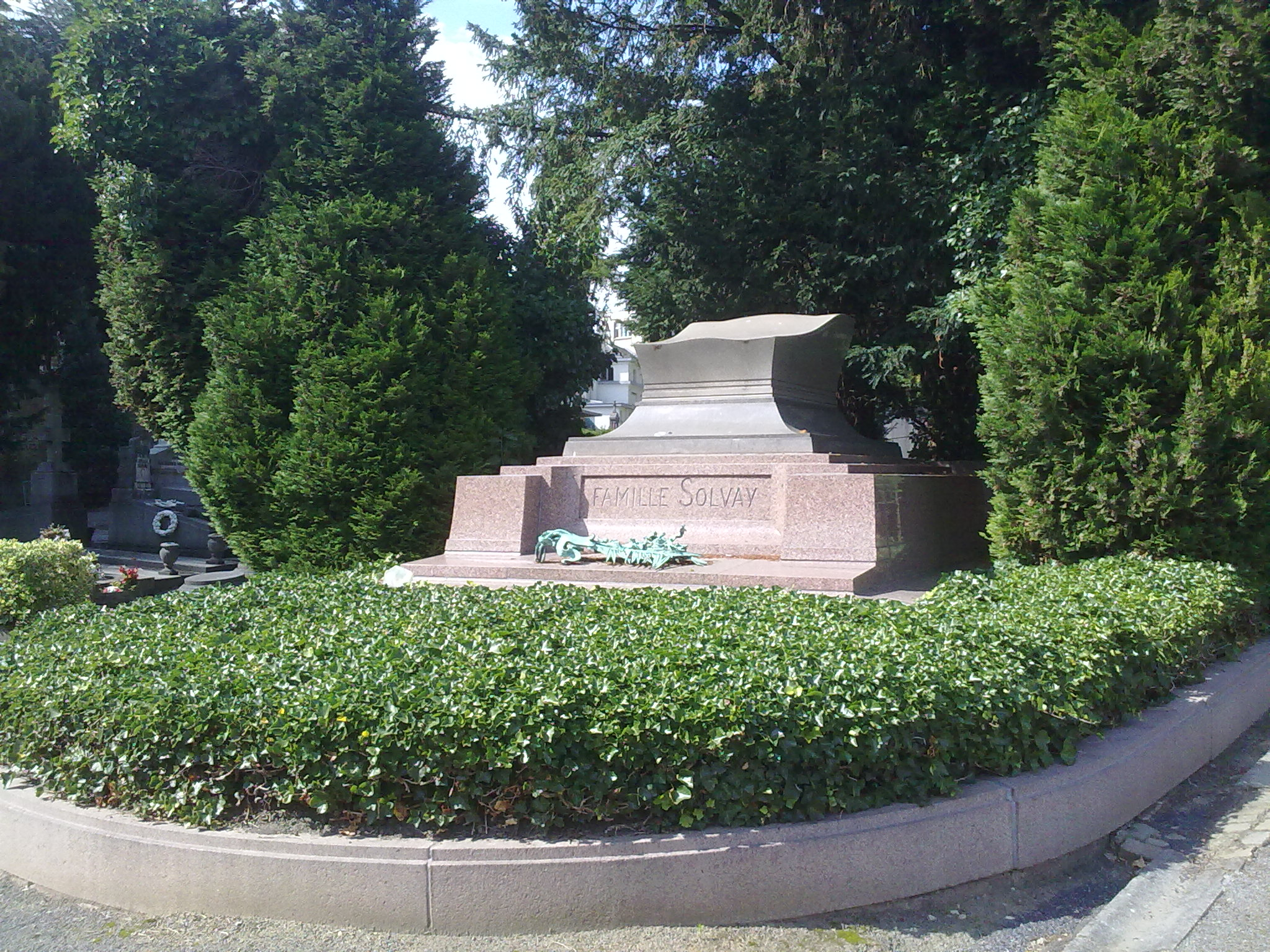
Familiegraf in Elsene

Alfred Solvay (Rebecq, 1 juli 1840 – Nice, 23 januari 1894) was een Belgisch industrieel die met zijn oudere broer Ernest Solvay mee aan de basis lag van het gelijknamige chemiebedrijf.
Alfred had een opleiding tot landmeter gevolgd in Malonne en deed daarna handel in Antwerpen en stage in Hull. In 1861 keerde hij terug naar Schaarbeek om zijn broer te assisteren in de tests die tot het Solvayproces zouden voeren. Vanaf 1864 hield hij zich bezig met het oprichten van de sodafabriek te Couillet, die hij tot 1879 zou leiden. Voor rekening van de groep reisde hij de wereld af op zoek naar productiesites en afzetmarkten. In 1892 droeg hij bij aan de oprichting van een bacteriologisch instituut in het Leopoldpark (onderdeel van de Cité des Sciences van de ULB). Samen met andere mecenassen (Georges Brugmann, Fernand Jamar en baron Léon Lambert) financierde hij daarmee de visie van dokter Paul Héger.
Hij was gehuwd met Marie Masson (1872). Ze hadden drie kinderen: Alice (1874-1931), Louis (1876-1952) en Thérèse (1879-1972).
Verschillende markante gebouwen zijn in zijn opdracht gebouwd, waaronder:
- Eigen woning in het Tournay-Solvaypark (1878): een kasteeltje in neo-Vlaamse-renaissance, ontworpen door Constant Bosmans en Henri Vandeveld en aangevuld door Jules Brunfaut
- Eigen woning in de Louizalaan 141 (1888): een ontwerp van Jules Brunfaut in neo-Italiaanse-renaissance (inmiddels afgebroken)
- Instituut voor Hygiëne, Bacteriologie en Therapeutica (1892): ontworpen door de architecten Jules Jacques Van Ysendyck en Léon Gérard, afgebroken om plaats te maken voor het Eastmaninstituut voor Tandheelkunde.

Hij stierf op 53 jaar en ligt begraven op het kerkhof van Elsene, in een tombe van Victor Horta waar zijn broer hem 28 jaar later zou vergezellen. Horta ontwierp ook een monument voor Alfred Solvay op de binnenplaats van de fabriek in Couillet (1894). Het was versierd met beeldhouwwerk van Thomas Vinçotte maar is verloren gegaan. 